# شيكو ديبارغ
شيكو ديبارغ (بالإنجليزية: Chico DeBarge)‏ هو مغني أمريكي، ولد في 23 يونيو 1966 في ديترويت في الولايات المتحدة.

## وصلات خارجية
- شيكو ديبارغ على موقع IMDb (الإنجليزية)
- شيكو ديبارغ على موقع ميوزك برينز (الإنجليزية)
- شيكو ديبارغ على موقع أول ميوزيك (الإنجليزية)
- شيكو ديبارغ على موقع ديسكوغز (الإنجليزية)
- شيكو ديبارغ على موقع قاعدة بيانات الفيلم (الإنجليزية)